# آیاگاوا، کاگاوا
آیاگاوا، کاگاوا (به لاتین: Ayagawa, Kagawa) یک منطقهٔ مسکونی در ژاپن است که در استان کاگاوا واقع شده‌است. آیاگاوا  ۲۵٬۲۹۴ نفر جمعیت دارد.